# 洛伊國際政策研究所
洛伊國際政策研究所（Lowy Institute for International Policy）是澳大利亞一所獨立、無黨派色彩的智庫；由法蘭克·洛伊所創立於2003年，以從事根據實情所作出與政策有關的研究。研究重點在以澳大利亞的社會觀點和發展需要的國際政治、策略和經濟議題。所有與研究相關的分析報告和座談會、會議及其他活動，主要是期於輔助澳大利亞社會、工商界及外交部，能由於進一步的認識而就研究上展開更廣泛的討論和辯論。

## 網站
洛伊研究所的網站提供研究報告的免費下載服務。2006年起，一般議題上的對話等紀錄已電子化。
2007年11月，洛伊研究所設立了一個部落格《The Interpreter》。根據此研究所的要員所表示：「這是為了在國際事件方面，提供予您清楚的認識，同時予您一個新的方式與本所辯論與交流。」